# Albert Breyer
Albert Breyer (ur. 21 grudnia 1888?/2 stycznia 1889 w Żyrardowie, zm. 11 września 1939 w Warszawie) – polsko-niemiecki nauczyciel, działacz mniejszości niemieckiej, publicysta i oficer Wojska Polskiego.

## Życiorys
Breyer według rosyjskich dokumentów urodził się 21 grudnia 1888. Początkowo uczył się w szkole podstawowej w Żyrardowie, następnie w 1905 ukończył szkołę handlową Henryka Zirklera w Łodzi. W 1906 zdał egzamin dla nauczycieli szkół podstawowych. Początkowo pracował jako nauczyciel w podłódzkich wsiach. W latach 1906–1908 pracował jako nauczyciel w prywatnej szkole w Koluszkach, następnie w latach 1909–1910 w prywatnej szkole K. Weigelta w Łodzi. W latach 1911–1913 uczył w publicznej szkole wiejskiej w Leosinie. W międzyczasie ukończył seminarium dla nauczycieli języka niemieckiego.
W 1914 w wyniku wybuchu I wojny światowej został powołany do armii carskiej, w wyniku czego podjął naukę w szkole oficerskiej w instytucie wojskowym w Petersburgu. Tam również pracował jako nauczyciel i zdobył uprawnienia do nauki w szkołach średnich. Dzięki koneksjom udało mu się uniknąć wysłania na front. Podczas rewolucji październikowej przebywał w Charkowie.
W latach 1918–1919 przebywał w Brzezinach gdzie uczył w niemieckiej szkole podstawowej. W międzyczasie nawiązał kontakt z Adolfem Eichlerem, który wpłynął na polityczne zaangażowanie Breyera i jego prace badawcze. Breyer został członkiem „Deutsche Lehrerverein” (Stowarzyszenia Nauczycieli Niemieckich) oraz działał na rzecz utrzymania niemieckich szkół państwowych w Łodzi.
W 1920 wziął udział w wojnie polsko-bolszewickiej – do służby w Wojsku Polskim zgłosił się na ochotnika. W latach 1919–1925 pracował w niemieckim gimnazjum w Zgierzu, gdzie uczył przyrody, geografii, fizyki chemii i rysunku. Po zamknięciu „Schulverband” (pol. Stowarzyszenia Szkolnego) Eichlera oraz „Deutcher Verein” przez władze polskie Breyer podtrzymał współpracę z Eichlerem, który wyjechał do Prus Wschodnich, gdzie działał na rzecz przyłączenia tych ziem do Niemiec. W tym okresie był współtwórcą „Deutscher Volksverband” (Niemieckie Stowarzyszenie Ludowe) oraz współtworzył czasopismo „Volksfreund” oraz publikował artykuły w „Volksfreund” i „Lodzer Freie Presse”, a także zaangażował się w próby założenia wolnego kościoła luterańskiego, który miał zostać „bardziej niemiecką” alternatywą dla kościoła augsbursko-luterańskiego w Polsce. Zintensyfikowane działania na rzecz mniejszości niemieckiej przyczyniły się w 1925 do utraty przez niego posady w zgierskiej szkole. Od 1926 pracował w Niemieckiej szkole dla chłopców i dziewcząt Emila Kaschuba w Sompolnie. Od 1927 publikował w „Deutsche Blätter in Polen” – dodatku do „Deutsche Wissenschaftliche Zeitschrift für Polen” Hermanna Rauschninga i Alfreda Lattermanna. W latach 1928–1929 zdał egzaminy uniwersyteckie w Krakowie i Warszawie, zyskując uprawnienia do nauczania w gimnazjach.
Po 1929 w trakcie pobytu w Sompolnie Breyer prowadził badania związane z pochodzeniem etnicznych Niemców w centralnej Polsce, na terenie: ziemi dobrzyńskiej, doliny Wisły, Kujaw, okolic Kalisza, Błot nadwarciańskich, terenów przemysłowych Łodzi i okolic oraz Piotrkowa Trybunalskiego. Podczas podróży prowadził rozmowy z pastorami, nauczycielami, mieszkańcami miejscowości, notował treści ksiąg kościelnych a zgromadzone materiały uzupełniał o obserwacje przyrody, geografii, cech osadnictwa i zwyczajów. Od 1930 publikował w czasopiśmie „Deutsche Wissenschaftliche Zeitschrift für Polen”, a od 1934 w „Deutsche Monatshefte in Polen” wydawanym przez Alfreda Lattermanna i Viktora Kaudera.
W 1934 Breyer po przekształceniu szkoły, w której pracował w szkołę podstawową został jej dyrektorem. W tym samym roku została opublikowana książka „Deutsche Aufbaukräfte in der Entwicklung Polens” (Niemieckie siły w budowie rozwoju Polski) Kurta Lücka – Breyer współtworzył w niej rozdział pt. „Die Entstehung der deutschen Industrie in Polen, vor allem in Kongresspolen” (Pojawienie się przemysłu niemieckiego w Polsce, zwłaszcza w Kongresówce). W 1937 Breyer stracił posadę dyrektora w Sompolnie za swoją działalność polityczną, w tym samym roku Deutsches Ausland-Institut w Stuttgarcie przyznał mu srebrny medal. W 1938 Breyer przeniósł się do Poznania, gdzie podjął pracę w niemieckiej księgarni prowadzonej przez Kurta Lücka. W latach 1939–1939 publikował liczne artykuły „Deutsche Monatshefte in Polen” i „Deutsche wissenschaftliche Zeitschrift für Polen”. Opublikował również historię Sompolna i okolic w ramach magazynu „Unsere Heimat”.
W 1939, będąc oficerem rezerwy Wojska Polskiego został zwerbowany do działań wojennych. Na początku wojny został ranny – umarł 11 września 1939 w szpitalu wojskowym w Warszawie. W 1940 Uniwersytet w Breslau przyznał Breyerowi nagrodę Nicolaus-Kopernicus-Preis.

### Życie prywatne
Breyer urodził się w Żyrardowie jako syn Gustawa Ferdynanda Breyera i Berty z domu Schön. W trakcie pobytu w Petersburgu ożenił się z Adelą Raths, z którą miał troje dzieci. Jego synem był niemiecki historyk – Richard Breyer.
Został pochowany w zbiorowej mogile na cmentarzu wojskowym na Powązkach. W maju 1940 przeniesienia jego ciała na Cmentarz Św. Łukasza w Poznaniu (obecnie Park Manitiusa w Poznaniu) dokonała „Gräberzentrale” (pol. centrala grobowa).

## Upamiętnienie
- Okupacyjne władze niemieckie Łodzi po jego śmierci zmieniły ul. ks. Ignacego Skorupki na Albert-Breyer-Straße, po 1945 patronem ulicy był Stanisław Worcell, a w latach 90. XX w. ul. ponownie nazywała się ul. ks. Ignacego Skorupki[5][6].
- Tom. XII „Deutsche Gestalter und Ordner im Osten. Forschungen zur deutsch-polnischen Nachbarschaft im Ostmitteleuropäischen Raum” pod redakcją Kurt Lücka – historyka i podpułkownika SS oraz historyka Alfreda Lattermanna(inne języki) został zadedykowany doktorowi Erhardowi Patzerowi oraz Albertowi Breyerowi[7].